# Triunfo (canción de Emicida)
«Triunfo» es el primer sencillo lanzado por el rapero brasileño Emicida y producido por Felipe Vassão. Fue distribuido oficialmente por primera vez en el año 2008, antes del lanzamiento de la mixtape Pra quem já Mordeu um Cachorro por Comida, até que eu Cheguei Longe.... El éxito de la canción lo llevó a ser considerado un fenómeno dentro de la cultura del hip hop y a ser el tema de los principales blogs que discuten sobre el género.
También fue lanzado un video musical oficial de la música, que concurrió al premio de Mejor Video en el evento Video Music Brasil 2009, pero perdió para Sutilmente, de la banda Skank.